# Oxyrhachis transvaalensis
Oxyrhachis transvaalensis är en insektsart som beskrevs av Capener 1962. Oxyrhachis transvaalensis ingår i släktet Oxyrhachis och familjen hornstritar. Inga underarter finns listade i Catalogue of Life.